# Манифест трёхсот сорока трёх
Манифест трёхсот сорока трёх (фр. Manifeste des 343) — опубликованное 5 апреля 1971 года во французском журнале Le Nouvel Observateur открытое письмо, составленное Симоной де Бовуар и подписанное ещё 342 женщинами. Подписавшие письмо требовали декриминализации абортов, на тот момент уголовно наказуемых во Франции, и признавались, что сами делали аборт.
По состоянию на 1971 год во Франции действовал закон 1920 года, по которому аборты относились к преступлениям, подсудным магистратским судам (tribunal correctionnel), а обычным наказанием за аборт было от трёх до четырёх лет заключения (во время режима Виши аборты могли при определённых условиях караться смертной казнью, но после освобождения Франции был возвращён прежний закон). При этом во Франции ежегодное число подпольных абортов оценивалось минимум в 300—400 тыс. в год. Состоятельные француженки ездили делать аборты за границу, например в Великобританию, где аборты были разрешены в 1967 году.
Первый абзац манифеста гласил: «Во Франции один миллион женщин в год делает аборты. Будучи обречены на секретность, они делают их в опасных условиях, хотя под медицинским наблюдением это простейшая процедура. Мы затыкаем рты этим миллионам женщин. Я заявляю, что я — одна из них. Я заявляю, что я делала аборт. Точно так же, как мы требуем свободного доступа к средствам контрацепции, мы требуем пра́ва на аборт».
В следующем номере сатирический еженедельник Charlie Hebdo опубликовал карикатуру Жана Кабю с подписью: «От кого забеременели все 343 шлюхи из манифеста за аборты?» (Qui a engrossé les 343 salopes du manifeste sur l’avortement?), высмеивавшую политиков-мужчин; манифест практически сразу получил второе название «Манифест 343 шлюх» (Manifeste des 343 salopes). В последующие годы во Франции состоялись несколько крупных акций за декриминализацию абортов, а в феврале 1973 года вышло аналогичное открытое письмо 331 врача, признававшихся в производстве подпольных абортов. В 1975 году вступил в силу закон, который легализовал аборты, также известный по имени министра здравоохранения Симоны Вейль.
В 1972 году американский феминистский журнал Ms. в своём первом номере опубликовал аналогичное письмо, подписанное, в частности, Анаис Нин, Билли Джин Кинг и Норой Эфрон. Это произошло за год до того, как решением по делу «Роу против Уэйда» Верховный суд США легализовал аборты на всей территории Соединённых Штатов.

## Известные подписантки
- Симона де Бовуар
- Аньес Варда
- Моник Виттиг
- Марина Влади
- Анна Вяземски
- Катрин Денёв
- Маргерит Дюрас
- Бернадетт Лафон
- Виолетт Ледюк
- Ариана Мнушкина
- Жанна Моро
- Брижитт Обер
- Стефан Одран
- Тина Омон
- Мари-Франс Пизье
- Мишлин Прель
- Кристиана Рошфор
- Франсуаза Саган
- Дельфин Сейриг
- Надин Трентиньян
- Франсуаза Фабиан
- Брижитт Фонтэн
- Антуанетта Фук
- Анн Зеленски